# Taxista (historieta de Martí)
Taxista es una serie de historietas del autor español Martí, publicada en la revista El Víbora en 1982.

## Trayectoria editorial
Taxista se publicó por primera vez en el número 28 de El Víbora, sin la idea de que fuera una serie, y durante los siguientes dos años fueron apareciendo otras doce entregas más de forma esporádica. Ya en 1984, Ediciones La Cúpula la recopiló en un primer álbum álbum monográfico. El 1991 la misma editorial editó la segunda parte. En 2004, Glénat reeditó un integral del personaje. Finalmente, en 2023 Ediciones La Cúpula edita una edición definitiva.

## Argumento
Martí refleja sus ideas sobre el mundo de la marginalidad a través de la figura de un taxista reaccionario, Cuatroplazas, que es reflejo del de la película de Scorsese Taxi Driver. Cuatroplazas vive en un mundo para él caótico y pecador, y acabará convertido en justiciero urbano.
Taxista es rubio, más fornido que alto, simple de espíritu y sistemáticamente culpable. Necesita aferrarse a un orden, y contribuye a su mantenimiento mediante porras y otros recursos disuasorios. Montado en su taxi blindado con motor turbo («el panzer 86»), da caza a los villanos y tratar de ganar el amor de Prudensia Kokoloco, hermosa inmigrante filipina. 
Escrito como un cuento, Taxista inspira, además de miedo, piedad por un desgraciado. Incluso sus arrebatos místicos son mezquinos. 
En la primera aventura hay unos chorizos llamados Barbero de Sevilla, Sastrecillo Valiente, Papá Querido y Mamá Querida. 
En la segunda, con un guion más elaborado, hay dos familias de ricos opulentos: «los Fortuna» y «los Caudales». La Fortuna proviene de la más rancia estirpe aristocrática, pero se halla en clara decadencia económica; la segunda está conformada por unos codiciosos «nuevos ricos». 
La historia está impregnada por el egoísmo, la ambición y la ruindad humana, y los personajes recorren todos los escenarios de la miseria. 

## Estilo
Los dos álbumes de Taxista son las obras de Martí que en mayor medida muestran su deuda temática y estilística con Chester Gould, creador de Dick Tracy. Su guion remite al de Paul Schrader para la película Taxi Driver (1976).